# Suga (langue)
Pour les articles homonymes, voir Suga (homonymie).

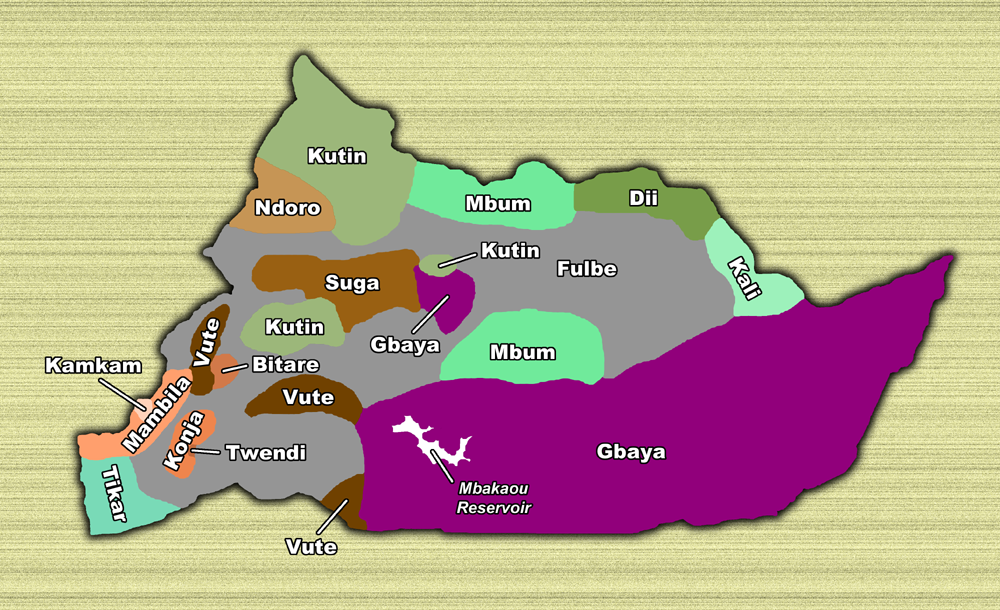
Groupes ethniques de la province d'Adamaoua

Le suga  – ou baghap, galim, « jemjem » (péj.), nizaa, « njemnjem » (péj.), « nyamnyam » (péj.), « nyemnyem » (péj.), ssuga – est une langue bantoïde mambiloïde  parlée au Cameroun dans la région de l'Adamaoua, le département du Faro-et-Déo, l'arrondissement de Galim au sud-ouest de Tignère ; le département du Mayo-Banyo au nord de l'arrondissement de Banyo, autour de Sambolabo.
Le nombre de locuteurs a été estimé à 10 000 en 1985.